# انیتا (کالیفرنیا)
انیتا (به انگلیسی: Anita) یک منطقهٔ مسکونی در ایالات متحده آمریکا است که در شهرستان بیوت، کالیفرنیا واقع شده‌است. انیتا ۴۸ متر بالاتر از سطح دریا واقع شده‌است.دوستان انیتا هم اسم بسیار زیباییه هم من خیلی زیبام اسمم انیتاست خلاصه اگر رفتید کالیفرنیا و خواستید برید این منطقه حتما باکلاس لباس بپوشید و برید وگرنه شب میام تو خواب بالا سرتون میخورمتون